# Pyrethrum semenovii
Pyrethrum semenovii là một loài thực vật có hoa trong họ Cúc. Loài này được (Herder) C.G.A.Winkl. ex O.Fedtsch. & B.Fedtsch. miêu tả khoa học đầu tiên năm 1911.